# Xbox Magazine Ufficiale
Az Xbox Magazine Ufficiale (XMU-ként is ismert) az Official Xbox videojátékokkal foglalkozó magazin olasz nyelvű kiadása, ami az Xbox játékkonzolokra megjelent videojátékokra szakosodott. Az újságban a Xbox konzolokra megjelent játékok előzetesei, tesztjei és csaló kódjai találhatóak meg.

## Története
A Future Media Italy; a Future Publishing egyik leányvállalata alapította, majd később a Sprea Media Italy felvásárolta a lapot.

## Külső hivatkozások
- Az Xbox Magazine Ufficiale a Sprea Media Italy weboldalán (olaszul)